# 민 (배우)
민(2000년 3월 15일 ~ )은 태국의 배우다.

## 방송
- 언더나인틴 (2018) - 33위
- 보이즈 플래닛 (2023) - 59위
- Battle Of the Writters (2024) - 민 역

## 영화
- Tomorrow I will die (2023) - Tui 역

## CF
- 글리코 자이언트콘 (2024)